# Iaca
Iaca fou una antiga ciutat dels vascons. És l'actual Jaca; s'ubicava en un turó a uns 800 metres d'altura, al nord de la Peña de Uruel i al sud de Canfranc, a prop del riu Aragó.
Encara que capital dels iacetans, considerats ibers emparentats amb els aquitans, Claudi Ptolemeu la situa entre les ciutats vascones, el que indicaria una semblança d'aspecte, llengua i societat, motivat potser pel veïnatge dels pobles, la iberització superficial dels vascons i la progressiva vasconització dels iacetans no sotmesos a la influència llatina, o bé indicaria que el poble dels iacetans era un grup emparentat als vascons i als aquitans, no necessàriament iber encara que sí més o menys iberitzat.